# Unladen Swallow
Unladen Swallow — проект по созданию оптимизированной версии CPython, полностью совместимой и значительно более быстрой. Для достижения этой цели в CPython добавлена виртуальная машина LLVM с JIT-компиляцией. Декларируется цель улучшение скорости в пять раз по сравнению с CPython.
Проект спонсировался Google, и главные разработчики проекта, Томас Воутерс (Thomas Wouters), Джеффри Ясскин (Jeffrey Yasskin) и Коллин Винтер (Collin Winter) сами являются штатными сотрудниками Google, однако большинство участников проекта не является сотрудниками Google. Unladen Swallow размещается на Google Code.
Как и многое другое, связанное с языком Python, название Unladen Swallow является ссылкой на Монти Пайтон, на одну из сцен в фильме Монти Пайтон и Священный Грааль.

## Активность проекта
Главный спонсор проекта Google потерял интерес к дальнейшему развитию проекта и перебросил большую часть разработчиков на другие более важные проекты. В свою очередь, команда Unladen Swallow не успела реализовать совместимость с Python 3 (Unladen Swallow изначально базировался на Python 2.6) и в середине 2010 года забросила почтовую рассылку. Однако официальных заявлений о закрытии проекта на тот момент не было.
В начале 2011 года стало ясно, что проект закрыли.
При удалении из Python Enhancement Proposal (PEP) предложения о включении проекта Unladen Swallow в язык программирования Python, пояснением была фраза

With Unladen Swallow going the way of the Norwegian Blue, this PEP has been deemed to have been withdrawn.
 — то есть проект повторил судьбу попугая породы «норвежские голубые» из скетча Мёртвый попугай из 8-го эпизода «Летающего цирка Монти Пайтона».